# Torneig de les Cinc Nacions 1983
El Torneig de les Sis Nacions 1983 fou la 54a edició en el format de cinc nacions i la 89a tenint en compte les edicions del Home Nations Championship. Deu partits es van jugar entre el 21 de gener i el 19 de març. Irlanda i França es van repartir el campionat. Fou el 5è títol compartit per a França i el 8è per a Irlanda.

## Participants
| Nació      | Estadi           | Ciutat   | Entrenador          |
| ---------- | ---------------- | -------- | ------------------- |
| Anglaterra | Twickenham       | Londres  | Dick Greenwood      |
| França     | Parc des Princes | París    | Jacques Fouroux     |
| Irlanda    | Lansdowne Road   | Dublín   | Willie John McBride |
| Escòcia    | Murrayfield      | Edimburg | Jim Telfer          |
| Gal·les    | National Stadium | Cardiff  | John Bevan          |

## Classificació
| Posició | Nació      | Partits | Partits  | Partits  | Partits | Punts   | Punts     | Punts      | Taula de punts |   |
| Posició | Nació      | Jugats  | Guanyats | Empatats | Perduts | A Favor | En contra | Diferència | Taula de punts |   |
| ------- | ---------- | ------- | -------- | -------- | ------- | ------- | --------- | ---------- | -------------- | - |
| 1       | França     | 4       | 3        | 0        | 1       | 70      | 61        | +9         |                | 6 |
| 1       | Irlanda    | 4       | 3        | 0        | 1       | 71      | 67        | +4         |                | 6 |
| 3       | Gal·les    | 4       | 2        | 1        | 1       | 64      | 53        | +11        |                | 5 |
| 4       | Escòcia    | 4       | 1        | 0        | 3       | 65      | 65        | 0          |                | 2 |
| 5       | Anglaterra | 4       | 0        | 1        | 3       | 55      | 79        | −24        |                | 1 |

## Resultats
| Anglaterra | 15–19 | França | 15 de gener de 1983 - Twickenham, Londres Assistència: 70.000 espectadors Àrbitre: D Burnett (Irlanda) |
|            |       |        | 15 de gener de 1983 - Twickenham, Londres Assistència: 70.000 espectadors Àrbitre: D Burnett (Irlanda) |

| Escòcia | 13–15 | Irlanda | 15 de gener de 1983 - Murrayfield, Edimburg Àrbitre: J Yche (França) |
|         |       |         | 15 de gener de 1983 - Murrayfield, Edimburg Àrbitre: J Yche (França) |

| França | 19–15 | Escòcia | 5 de febrer de 1983 - Parc des Princes, París Assistència: 45.204 espectadors Àrbitre: A Richards (Gal·les) |
|        |       |         | 5 de febrer de 1983 - Parc des Princes, París Assistència: 45.204 espectadors Àrbitre: A Richards (Gal·les) |

| Gal·les | 13–13 | Anglaterra | 5 de febrer de 1983 - National Stadium, Cardiff Àrbitre: J West (Irlanda) |
|         |       |            | 5 de febrer de 1983 - National Stadium, Cardiff Àrbitre: J West (Irlanda) |

| Irlanda | 22–16 | França | 19 de febrer de 1983 - Lansdowne Road, Dublín Assistència: 50.000 espectadors Àrbitre: A Hosie (Escòcia) |
|         |       |        | 19 de febrer de 1983 - Lansdowne Road, Dublín Assistència: 50.000 espectadors Àrbitre: A Hosie (Escòcia) |

| Escòcia | 15–19 | Gal·les | 19 de febrer de 1983 - Murrayfield, Edimburg Àrbitre: R Quittenton (Anglaterra) |
|         |       |         | 19 de febrer de 1983 - Murrayfield, Edimburg Àrbitre: R Quittenton (Anglaterra) |

| Gal·les | 23–9 | Irlanda | 5 de març de 1983 - National Stadium, Cardiff Àrbitre: J Trigg (Anglaterra) |
|         |      |         | 5 de març de 1983 - National Stadium, Cardiff Àrbitre: J Trigg (Anglaterra) |

| Anglaterra | 12–22 | Escòcia | 5 de març de 1983 - Twickenham, Londres Àrbitre: T Doocey (Nova Zelanda) |
|            |       |         | 5 de març de 1983 - Twickenham, Londres Àrbitre: T Doocey (Nova Zelanda) |

| Irlanda | 25–15 | Anglaterra | 19 de març de 1983 - Lansdowne Road, Dublín Àrbitre: J Anderson (Escòcia) |
|         |       |            | 19 de març de 1983 - Lansdowne Road, Dublín Àrbitre: J Anderson (Escòcia) |

| França | 16–9 | Gal·les | 19 de març de 1983 - Parc des Princes, París Assistència: 45.242 espectadors Àrbitre: T Doocey (Nova Zelanda) |
|        |      |         | 19 de març de 1983 - Parc des Princes, París Assistència: 45.242 espectadors Àrbitre: T Doocey (Nova Zelanda) |